# キ75 (航空機)
キ75は、大日本帝国陸軍が計画した戦闘機。構想段階で計画が中止されており、実機は存在しない。

## 概要
第二次世界大戦時に、陸軍によって爆撃機の掩護を任務として構想されていた機体。当初、1940年（昭和15年）6月の時点では軽快さと重爆撃機と同等の常用高度・行動半径を持つ多座戦闘機（多座戦闘機乙）として計画されていたが、高速重爆撃機キ82の計画が具体化したことを受け、1940年後半にキ82の掩護を任務とする複座の遠距離戦闘機へと変更された。
中島飛行機への発注が予定されており、人員不足に加えて装備が計画されていた中島「ハ45」空冷星型18気筒エンジンが使用可能になる時期が1942年（昭和17年）春頃だったことから、1号機完成は1943年（昭和18年）夏、審査完了は1944年（昭和19年）春になる見込みだった。これは掩護対象であるキ82の審査完了予定時期の9ヶ月後であり、これを問題視した陸軍航空技術研究所（航技研）は1941年（昭和16年）4月に、約半年の開発期間短縮が見込める三菱重工業へキ75の発注先を変更することを提案した。なお、この提案は三菱のキ67（のちの四式重爆撃機）の掩護が予定されたためだともされる。
その後、1941年5月に遠距離戦闘機キ83の試作指示が三菱に対して行われ、同年10月には航技研からキ75の試作中止を提案する意見書が提出された。最終的に、計画は1942年中頃に中止されたが、この時に至るまで具体的な構想は固まっていなかった。